# فرانکفورت (مین)
فرانکفورت (به انگلیسی: Frankfort) یک منطقهٔ مسکونی در ایالات متحده آمریکا است که در شهرستان والدو، مین واقع شده‌است. فرانکفورت ۶۷٫۱۱ کیلومتر مربع مساحت و ۱٬۲۳۱ نفر جمعیت دارد و ۶۴ متر بالاتر از سطح دریا واقع شده‌است.